# Шеп
Шеп (фр. Cheppe) насеље је и општина у североисточној Француској у региону Шампањ-Арден, у департману Марна која припада префектури Шалонс ан Шампањ.
По подацима из 2011. године у општини је живело 331 становника, а густина насељености је износила 13,85 становника/km². Општина се простире на површини од 23,9 km². Налази се на средњој надморској висини од 133 метара.

## Демографија
| 1962. | 1968. | 1975. | 1982. | 1990. | 1999. | 2011. |
| ----- | ----- | ----- | ----- | ----- | ----- | ----- |
| 184   | 233   | 202   | 214   | 283   | 290   | 331   |

График промене броја становника у току последњих година